# Солыги
Солыги (укр. Солиги) — село в Новояворовской городской общине Яворовского района Львовской области Украины.
Население по переписи 2001 года составляло 135 человек. Занимает площадь 1,29 км². Почтовый индекс — 81054. Телефонный код — 3259.